# Grenzenlos (2011)
Grenzenlos ist ein Dokumentarfilm von Josephine Landertinger Forero. Der Film erzählt über den Alltag drei binationaler Paare aus Berlin. Er ist in einer Zeit entstanden, in der über Migranten in Deutschland hauptsächlich negative Berichterstattung in den gängigen Medien zu rezipieren war. Im Film sind binationale Paare ein positives Beispiel, die der Gesellschaft zeigen, wie sie toleranter und inklusiver werden kann. Das multimediale Projekt Grenzenlos besteht aus einem 45-minütigen Dokumentarfilm sowie aus einer Website mit Fotos, Audiostücken und Artikeln, in denen weitere binationale Paare und deren Geschichten vorgestellt werden.

## Die Paare
Rhan ist Südkoreanerin, aber ziemlich Deutsch sozialisiert, da sie erst 5 Jahre alt war als ihre Eltern nach Deutschland zogen. Diese leben mittlerweile wieder in Seoul. Doch Rhan fliegt nicht oft nach Korea. Der Mann David ist eher zurückhaltend. Seine Eltern haben Rhan als seine Partnerin auf Grund ihrer Herkunft nie akzeptiert. Ihr Sohn Daniel macht jetzt sein Abitur und fliegt dieses Jahr im Sommer nach Seoul. Dort will er Koreanisch lernen, da seine Mutter ihm die Sprache (bewusst) nicht weitergegeben hat.
In Ismail Ünsal, ein Kind der ersten Generation von Gastarbeitern, ist mit Kerstin verheiratet, die ursprünglich aus Ost-Berlin (Lichtenberg) kommt. Sie hat eine Tochter (Gloria) in diese Ehe mitgebracht. Glorias Vater war ein Vertragsarbeiter aus Mosambik in der DDR. Kerstin hat also eine gescheiterte binationale Beziehung hinter sich. Kerstin und Ismail haben auch einen gemeinsamen Sohn, Deniz. Weder Gloria noch Deniz sprechen Türkisch.
Ode ist erst 26 Jahre alt. Sie hat mit Christian, der 40 ist, schon eine 2-jährige Tochter. Ode macht gerade ihr Abitur nach. Sie hat auch ein eigenes Mode-Label, das genauso wie ihre Tochter heißt – Malaika. Da ihre Tochter eine „Mischung“ aus Afrika und Europa ist, so wie Ode es selbst sagt, hat sie ihr Label auch Malaika genannt. Für Ode und Christian ist es sehr wichtig, dass ihre Tochter die ghanaische Sprache Twi lernt. Jedes Wochenende hat die Kleine die Möglichkeit mit ihren ghanaischen Großeltern zu sprechen, die auch in Berlin leben.

## Der Film
Der Dokumentarfilm Grenzenlos zeigt eine Realität aus Deutschland. Hier hat jedes dritte Kind zumindest ein Elternteil mit Migrationshintergrund, so der Verband binationaler Familien und Partnerschaften. Deutschland ist also bereits eine durchmischte Gesellschaft. Wenn zwei Menschen unterschiedlicher Kulturkreise zusammenfinden, dann ist dies der höchste Ausdruck von Integration. Diese Realität und die negative öffentliche Wahrnehmung über Migranten oft verbunden mit negativen Medienberichten klaffen auseinander. Der Dokumentarfilm Grenzenlos will der häufig negativen Berichterstattung entgegenwirken, indem er Migranten in ihrem Alltag zeigt, die gut integriert sind, gut Deutsch sprechen und ihrer Umgebung einen Beitrag leisten. Gleichzeitig dienen binationale Paar als Kommentar, denn als höchster Ausdruck von Integration, zeigen sie der Gesellschaft, wie diese toleranter und inklusiver werden kann.

## Das Filmteam
Josephine Landertinger Forero, eine österreichisch-kolumbianische Filmemacherin, schrieb das Drehbuch für und führte Regie in Grenzenlos. Die Kamera übernahm die aus Eritrea stammende Kamerafrau Yergalem Taffere. Aus Bulgarien kommen der Filmtonmeister Konstantin Kirilow sowie die Filmeditorin Angelina Atmadjova-Cutter. Die Tonbearbeitung übernahm César Fernández aus Kuba. Das Filmteam selbst ist somit ein Plädoyer für inklusives, friedliches Zusammenleben.

## Filmfestivals und Preise
- International Film Festival Addis Abeba (2012)[2]
- CrossKultur Berlin (2011)
- BeBerlinternational (2011), Anerkennung der Stadt Berlin für Arbeit im Bereich Integration